# Mario Desiati
Mario Desiati (Locorotondo, 13 maggio 1977) è uno scrittore, poeta, giornalista e curatore editoriale italiano.

## Biografia
Nato a Locorotondo (Bari) nel 1977, ma cresciuto nella vicina Martina Franca (in provincia di Taranto), risiede stabilmente a Roma, pur soggiornando per alcuni periodi dell'anno a Berlino.
Prima d'esordire come autore letterario, lavora come giornalista occupandosi di cronaca politica e sportiva su testate martinesi come Il Corriere della Valle d'Itria e, in seguito alla laurea in giurisprudenza conseguita presso l'Università di Bari nel 2000, ha lavorato in uno studio legale della Valle d'Itria, scrivendo anche saggi sulla responsabilità civile. Nel 2003 si è trasferito a Roma, dove è stato caporedattore della rivista Nuovi Argomenti e redattore junior della Arnoldo Mondadori Editore. Dal 2008 all'ottobre 2013 si è occupato della direzione editoriale della Fandango Libri, confluita oggi nel gruppo indipendente Fandango editore. Ha scritto e pubblicato poesie, antologie, saggi e romanzi. Collabora con La Repubblica e L'Unità. 
Da un suo romanzo è stato tratto il film Il paese delle spose infelici (2011) di Pippo Mezzapesa. Sue opere sono tradotte in inglese, tedesco, francese, spagnolo, olandese e coreano. 
Nel giugno 2022 il suo romanzo Spatriati, selezionato anche al secondo turno tra i finalisti del Premio Strega, ha vinto nella serata finale del 7 luglio seguente con 166 voti.

## Opere principali

### Prosa
- Neppure quando è notte, Pequod, 2003;
- Vita precaria e amore eterno, Mondadori, 2006;
- Il paese delle spose infelici, Milano, Mondadori, 2008;
- Foto di classe. U uagnon se n'asciot, Laterza, 2009;
- Ternitti[12], Mondadori, 2011;
- Il libro dell'Amore proibito, Mondadori, 2013
- Mare di zucchero, Mondadori, 2014
- Con le ali ai piedi, Mondadori, 2015
- La notte dell'innocenza, Rizzoli, 2015
- Candore[13], Einaudi, 2016
- Spatriati, Einaudi, 2021
- Malbianco, Einaudi, 2025[14]

### Poesia
- Le luci gialle della contraerea, plaquette di poesia, Lietocolle, 2004;
- Inverno, raccolta di poesie pubblicata nel IX quaderno di poesia italiana, Marcos y Marcos.

### Curatele
- I poeti di vent'anni, antologia poetica, autori vari, Stampa, 2000;
- Nuovissima Poesia Italiana, Mondadori, 2004;
- Poeti Circus i nuovi poeti italiani intorno ai trent'anni, antologia poetica, autori vari, Poiesis Editrice, 2005;
- L'Album Pasolini, Arnoldo Mondadori Editore, curatore, 2005;
- Laboriosi oroscopi: diciotto racconti sul lavoro, la precarieta e la disoccupazione, a cura di Mario Desiati e Tarcisio Tarquini; prefazione di Raffaele Manica ; illustrazioni di Mario Ritarossi, Roma, Ediesse, [2006]
- L'antologia sul lavoro precario: I laboriosi oroscopi, curatore, editcoop, 2006;
- Voi siete qui, un'antologia coi migliori esordienti pubblicati nelle riviste letterarie italiane, curatore, Minimum Fax, 2007;
- Inferno minore, una raccolta di opere della poetessa Claudia Ruggeri prematuramente scomparsa, curatore, Ancona, peQuod, 2007;
- Ad occhi aperti: Le nuove voci della narrativa italiana raccontano la realtà, curatore con Federica Manzon, Mondadori, 2008;
- Il lavoro e i giorni, curatore con Stefano Lucci, Ediesse, 2008;

### Premi e riconoscimenti
- 2006 - Premio Volponi per Vita precaria e amore eterno[15];
- 2008 - Premio Ferri-Lawrence per Il paese delle spose infelici;
- 2009 - Premio Mondello per la narrativa italiana per Il paese delle spose infelici.
- 2010 - Premio Vittorio Bodini, V edizione.
- 2011 - Finalista Premio Strega con Ternitti[16].
- 2022 - Vincitore Premio Strega con Spatriati.[17][18]